# Bouterse (familienaam)
Bouterse is een Surinaamse familienaam van Germaanse oorsprong. De naam is een zogeheten patroniem, oftewel 'zoon van Bouter', waarbij 'Bouter' teruggaat op de Germaanse woorden boud of bold en he(e)r (leger), en betekent zoveel als 'zoon die een dappere krijger gaat worden'. Varianten van de naam Bouterse zijn Bouter, Bauteur, Bouters en Bauters.
In Suriname kwam de naam in 2014 345 keer voor, in Nederland in 2007 772 keer en in België in 2008 3 keer.

## Bekende personen
Enkele bekende naamdragers zijn:
- Cabriëlla Bouterse (1999), een Surinaams volleybalster
- Desi Bouterse (1945–2024), een Surinaams legerleider en president
- Dino Bouterse (1972), een Surinaams crimineel, zoon van Desi Bouterse
- Erwin Bouterse (1947), een Surinaams-Nederlands zanger en arrangeur
- Norma Bouterse (1953), een Surinaams taekwondoka, actrice, model, dichteres en schrijfster